# Red Sebastian
Seppe Herreman (Oostende, 13 mei 1999), ook wel bekend onder zijn artiestennaam Red Sebastian, is een Vlaams zanger en singer-songwriter. Hij vertegenwoordigde België op het Eurovisiesongfestival van 2025 met het nummer Strobe Lights.

## Carrière
In 2011 begon Herreman met zanglessen bij de lokale muziekschool Casa da Musica van zijn thuisstad Oostende. Twee jaar later nam hij op 14-jarige leeftijd deel aan het tweede seizoen van het televisieprogramma Belgium's Got Talent op VTM. Hij had zich ingeschreven zonder medeweten van zijn ouders. Met het lied Ain’t No Other Man van de Amerikaanse zangeres Christina Aguilera schopte het jonge zangtalent het tot de finale. Na zijn middelbare studies volgde Herreman vanaf 2017 de opleiding zang aan het Koninklijk Conservatorium Gent. Daar kreeg hij onder meer les van de Vlaamse zanger Gustaph en de Nederlandse zangeres Ibernice MacBean. Herreman speelt sinds zijn negende ook piano. 
In 2019 ging de zanger verder onder de artiestennaam Red Sebastian. Naast optredens op lokale evenementen zoals huwelijken, is hij zangdocent in de muziekacademies van Brugge en Lokeren. De zanger bracht een eerste album uit in 2021, genaamd You, waarvan Embrace Me de eerste single was. Er volgden nog singles maar grote successen bleven uit. In 2024 nam Red Sebastian deel aan het VTM-programma Sing Again, waar hij de ultieme finale haalde met het nummer The Show Must Go On van de Engelse rockgroep Queen. 
In 2025 werd de zanger met zijn dancenummer Strobe Lights gekroond tot absolute topfavoriet in de televisiewedstrijd Eurosong 2025 op VRT 1 en maakte met de eindoverwinning op 1 februari 2025 die rol ook waar. Als winnaar mocht hij België vertegenwoordigen op het Eurovisiesongfestival van 2025 in het Zwitserse Bazel. Red Sebastian trad op 13 mei op in de eerste halve finale. Hij tekende alvast een contract bij de platenlabel CNR Records na zijn eerste optreden op Eurosong 2025. Ondanks de hoge noteringen bij de bookmakers, waarvan sommigen een vierde plaats in de finale voorspelden, ging Red Sebastian niet door naar de finale. 
Red Sebastians handelsmerken zijn zijn hoge falsetstem en zijn extravagante podiumkledij bij tv-optredens.

## Discografie

### Albums
- You (2021)

### Ep
- Bedroom Secrets (2023)

### Singles
- Embrace Me (2021)
- Fading Away (2021)
- Keep Going Back to You (2021)
- Some Kinda Way (2021)
- You (2021)
- Letting Go (2023)
- Soft Suede (single edit) (2023)
- Appetite (single edit) (2023)
- In Your Eyes (2024)
- Strobe Lights (2025)

## Televisie
- Belgium's Got Talent - VTM - deelnemer: finalist (2013)
- Sing Again - VTM - deelnemer: finalist (2024)
- Eurosong 2025 - VRT 1 - deelnemer: eindwinnaar (2025)

## Trivia
- De naam Red Sebastian is geïnspireerd op de zingende rode krab Sebastiaan uit de Disneyfilm De kleine zeemeermin, waar Herreman in zijn kindertijd grote fan van was.[4]